# Xiphophorus evelynae
Xiphophorus evelynae är en fiskart som beskrevs av Rosen, 1960. Xiphophorus evelynae ingår i släktet Xiphophorus och familjen Poeciliidae. Inga underarter finns listade i Catalogue of Life.